# البديعة (حريضة)

تعديل مصدري - تعديل

البديعة هي إحدى قرى عزلة حريضة بمديرية حريضة التابعة لمحافظة حضرموت، بلغ تعداد سكانها 65 نسمة حسب تعداد اليمن لعام 2004.